# Таурт
Таурт в египетската митология е богинята-покровителка на бременните жени. В Египет се среща още с имената Тоерет, Таурет, Тауарет, Тауерет, Опет, Апет, Ипет, Апет-Таурт, а в Гърция като Тоерис и Туерис.
| X1 | G1 | G36 · D21 | X1 | I12 |

| X1 | G1 | G36 · D21 | X1 | I12 |

Тя е съпруга на Бес, представяна като бременен женски хипопотам. Тя е и покровителка на дома, която пази къщата от зли духове.